# Ocakbaşı, Delice
Ocakbaşı là một xã thuộc huyện Delice, tỉnh Kırıkkale, Thổ Nhĩ Kỳ. Dân số thời điểm năm 2010 là 83 người.